# Museu Calouste Gulbenkian

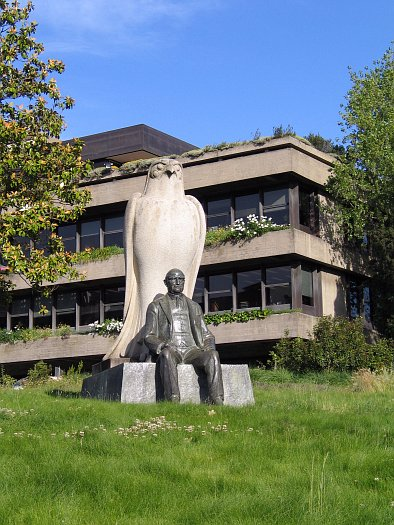
Museu Calouste Gulbenkian

Das Museu Calouste Gulbenkian (deutsch Calouste-Gulbenkian-Museum) ist ein Museum in Lissabon, Portugal.
Das Gebäude entstand von 1964 bis 1969 nach Plänen eines Architektenteams um Alberto Pessoa. 1984 wurde es um das Centro de Arte Moderna als Museum für Moderne Kunst erweitert.
Die Dauerausstellung bildet das vielseitige Kunstinteresse des Stifters Calouste Gulbenkian ab und umfasst ein breites Spektrum an Kunstobjekten aus allen Epochen. Sie ist in chronologischer und geographischer Hinsicht gegliedert. Die Ausstellung beginnt mit ägyptischen, griechischen und römischen Exponaten und setzt sich mit islamischer, armenischer und fernöstlicher Kunst fort. Weitere Bereiche befassen sich unter anderem mit der europäischen Buchkunst sowie mit der europäischen Malerei und Bildhauerei seit dem 15. Jahrhundert. Eigene Räume sind den Werken von Francesco Guardi und René Lalique gewidmet.
Zu den wohl bekanntesten Exponaten des Museums zählen die Werke von Rembrandt (Porträt eines alten Mannes), Monet (Stillleben mit Melone) und Manet (Die Seifenblasen).